# طارق تيسودالي
طارق تيسودالي (بالهولندية: Tarik Tissoudali) (2 أبريل 1993 بأمستردام في هولندا - ) هو لاعب كرة قدم مغربي في مركز الهجوم في نادي باوك سالونيكا اليوناني.
فاز بجائزة أفضل لاعب إفريقي في الدوري البلجيكي مرة وأفضل لاعب مغاربي مرتين على التوالي.

## مسيرته الدولية
ظهر تيسودالي لأول مرة مع منتخب المغرب تحت 23 عامًا في مباراة ودية 1-0 ضد الكاميرون تحت 23 عامًا ، حيث سجل هدف الفوز.
تم استدعاؤه لتمثيل المنتخب المغربي الأول لكأس إفريقيا للأمم 2021. ظهر لأول مرة معهم في الفوز 1-0 على غانا في 10 يناير 2022.

## الإنجازات
غينت
- كأس بلجيكا: 2021–22

### فردية
- جائزة أسد بلجيكا : 2021،[6] 2022[7]
- جائزة أفضل لاعب أفريقي في بلجيكا : 2022[8]
- تشكيلة الموسم في الدوري البلجيكي : 2022
- لاعب الموسم في نادي غينت : 2022